# Kabelo Kgosiemang
Kabelo Kgosiemang (né le 7 janvier 1986 à Rakhuna) est un athlète du Botswana, spécialiste du saut en hauteur. Il détient le record national avec 2,34 m. Il appartient au club LT DSHS Köln (Allemagne).
Il mesure 1,88 m et pèse 71 kg selon l'IAAF.

## Biographie
Aîné de quatre enfants, il ne s'intéresse vraiment au saut en hauteur qu'en 2003 quand il est remarqué par son professeur de sport qui lui fait faire les championnats scolaires du Botswana, avec 1,95 m de record : il y porte ce record à 2,05 m pour remporter le titre et être sélectionné pour les South African Schools Championships, puis pour les championnats cadets d'Afrique australe qui se déroulent au Lesotho, avant d'obtenir la médaille de bronze lors des championnats d'Afrique juniors au Cameroun, en 1,95 m. 
En 2004, il ajoute une médaille d'argent à son palmarès lors des championnats d'Afrique australe à Gaborone (2,00 m), à 20 cm du gagnant, le Sud-Africain Ramsay Carelse. C'est lors des championnats d'Afrique juniors à Tunis, en 2005, où il améliore son record en le portant à 2,16 m et remporte le titre en battant l'Égyptien Karim Samir Lotfy, même mesure et record des championnats, qu'il est remarqué. 
D'abord entraîné épisodiquement par Pablo Diaz, un Cubain qui retourne chez lui fin 2004, il se retrouve sans véritable entraîneur quand l'IAAF lui propose une bourse pour Cologne en Allemagne, avec Wolfgang Ritzdorf, l'entraîneur d'Ulrike Meyfarth et de Heike Henkel. Il s'installe en Allemagne en décembre 2005. Les résulte ne se font pas attendre, et il franchit 2,25 m au second essai, à Diez, le 18 juin 2006, record du Botswana battu de 5 cm. 
La même saison, il saute 2,23 m quatre jours après à Alger, 2,28 m à Viersen, pour culminer avec la victoire aux Championnats d'Afrique à Bambous en août, avec 2,30 m. Il termine la saison par une quatrième place en Coupe du monde à Athènes (2,20 m).
Le 4 mai 2008, il bat le record national botswanais lors des Championnats d'Afrique d'athlétisme 2008 à Addis-Abeba en Éthiopie grâce à un saut à 2,34 mètres. Le second est relégué très loin puisqu'il ne dépassera pas les 2,18 mètres.
Il termine 3e des Jeux du Commonwealth 2010 derrière notamment le Bahaméen Donald Thomas.
Le 15 mars 2014, il franchit 2,28 m à Germiston. En juillet il remporte ses cinquièmes championnats d'Afrique.
En 2015, il échoue aux qualifications des championnats du monde. En septembre il est vainqueur des Jeux africains de Brazzaville, c'est sa deuxième victoire dans cette épreuve après celle obtenue en 2007.

## Palmarès

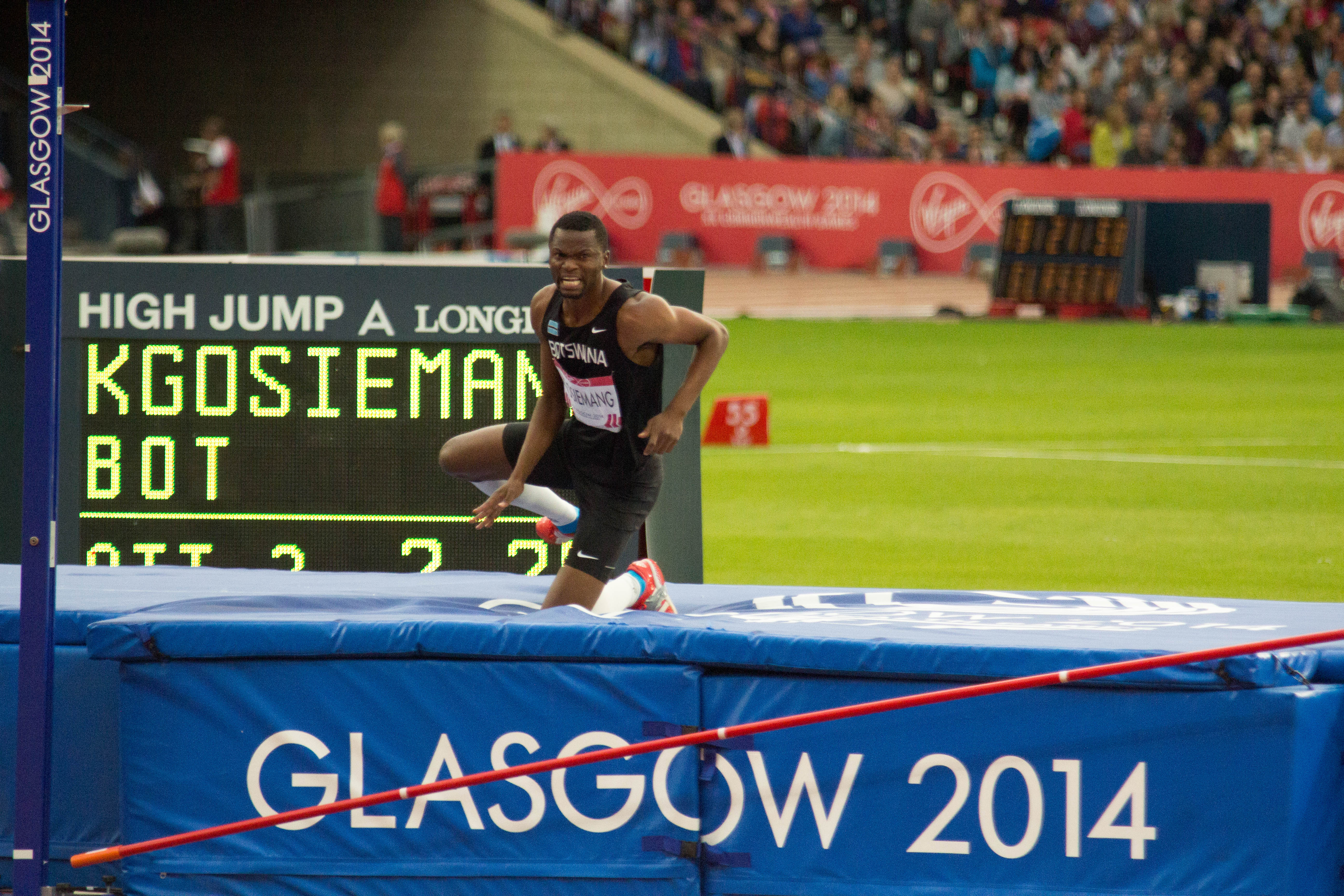
Kgosiemang lors des Jeux du Commonwealth 2014

| Date | Compétition                    | Lieu        | Résultat | Marque |
| ---- | ------------------------------ | ----------- | -------- | ------ |
| 2003 | Championnats d'Afrique juniors | Garoua      | 3e       | 1,95 m |
| 2005 | Championnats d'Afrique juniors | Tunis       | 1er      | 2,16 m |
| 2006 | Championnats d'Afrique         | Bambous     | 1er      | 2,30 m |
| 2006 | Coupe du monde                 | Athènes     | 4e       | 2,20 m |
| 2007 | Jeux africains                 | Alger       | 1er      | 2,27 m |
| 2007 | Championnats du monde          | Osaka       | 9e       | 2,26 m |
| 2008 | Championnats d'Afrique         | Addis-Abeba | 1er      | 2,34 m |
| 2008 | Jeux olympiques                | Pékin       | qual.    | 2,20 m |
| 2009 | Championnats du monde          | Berlin      | 13e      | 2,18 m |
| 2010 | Championnats du monde en salle | Doha        | 6e       | 2,28 m |
| 2010 | Championnats d'Afrique         | Nairobi     | 1er      | 2,19 m |
| 2010 | Jeux du Commonwealth           | New Delhi   | 3e       | 2,26 m |
| 2010 | Coupe continentale             | Split       | 4e       | 2,25 m |
| 2011 | Jeux africains                 | Maputo      | 2e       | 2,20 m |
| 2011 | Championnats du monde          | Daegu       | qual.    | 2,21 m |
| 2012 | Championnats d'Afrique         | Porto-Novo  | 1er      | 2,25 m |
| 2013 | Championnats du monde          | Moscou      | 9e       | 2,25 m |
| 2014 | Championnats d'Afrique         | Marrakech   | 1er      | 2,28 m |
| 2014 | Jeux du Commonwealth           | Glasgow     | 5e       | 2,21 m |
| 2014 | Coupe continentale             | Marrakech   | 8e       | 2,18 m |
| 2015 | Jeux africains                 | Brazzaville | 1er      | 2,25 m |
| 2015 | Championnats du monde          | Pékin       | qual.    | 2,22 m |
| 2016 | Championnats d'Afrique         | Durban      | 4e       | 2,10 m |
| 2019 | Jeux africains                 | Rabat       | 4e       | 2,10 m |

## Records
| Épreuve         | Épreuve      | Performance | Lieu          | Date                        |
| --------------- | ------------ | ----------- | ------------- | --------------------------- |
| Saut en hauteur | En plein air | 2,34 m (NR) | Addis-Abeba   | 4 mai 2008                  |
| Saut en hauteur | En salle     | 2,28 m (NR) | Arnstadt Doha | 6 février 2010 14 mars 2010 |